# Boston Business Journal
Boston Business Journal é uma jornal semanal de negócios publicado em Boston, Massachusetts. É publicado pela American City Business Journals.
O jornal foi fundado por Robert Bergenheim e lançou sua primeira edição em 2 de março de 1981. O jornal foi originalmente chamado de "P&L The Boston Business Journal" ("P&L" significava perdas e lucros). No entanto, "P&L" foi retirado posteriormente do nome.